# John S. Barbour junior

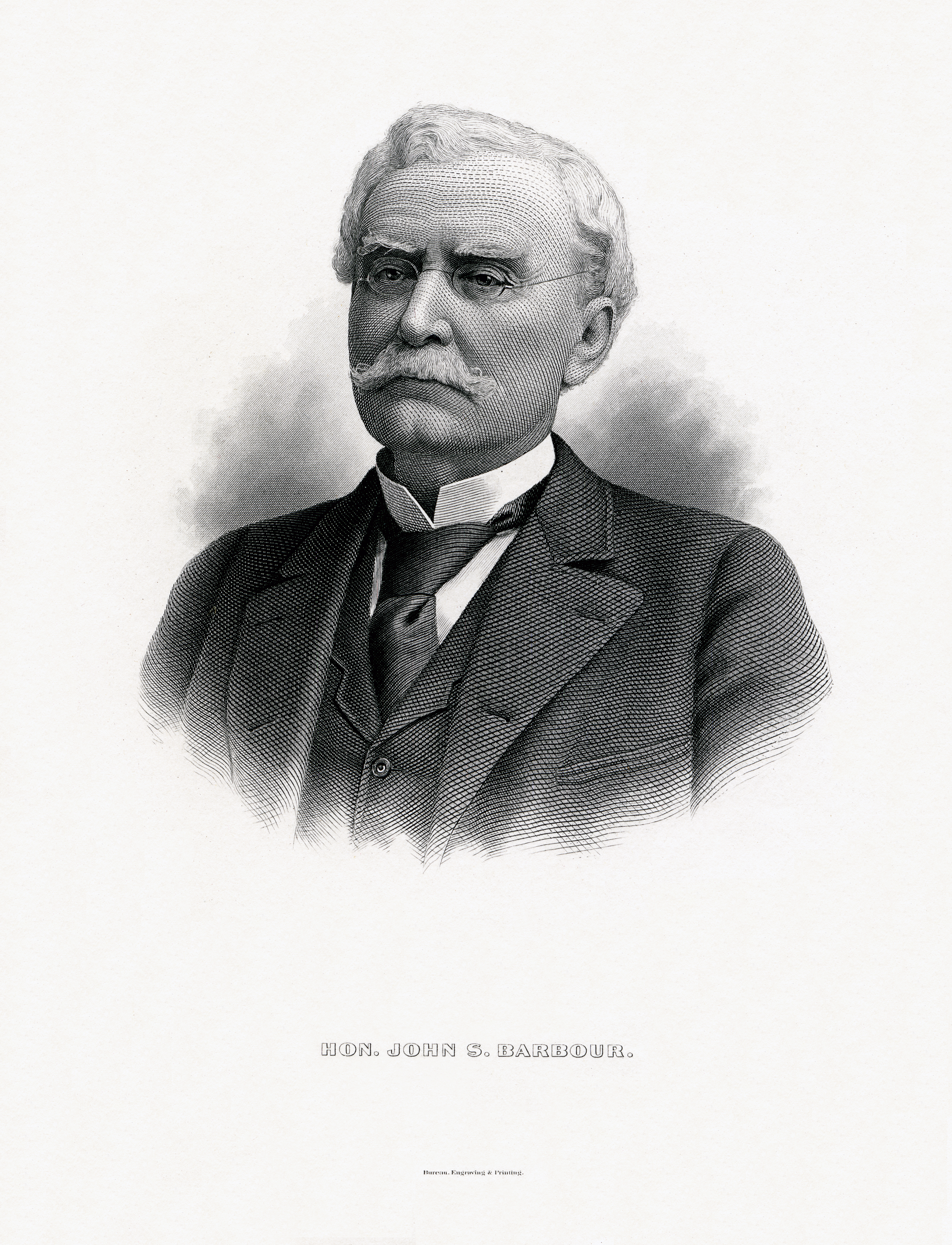
John Strode Barbour junior

John Strode Barbour junior (* 29. Dezember 1820 in Catalpa, Virginia; † 14. Mai 1892 in Washington, D.C.) war ein US-amerikanischer Politiker (Demokratische Partei). Er vertrat den Bundesstaat Virginia im US-Senat.

## Berufliche Laufbahn
John S. Barbour wurde bei Catalpa in der Nähe von Culpeper im Culpeper County geboren und ist der Sohn des gleichnamigen Politikers. Er besuchte die öffentlichen Schulen und studierte später Rechtswissenschaften an der University of Virginia in Charlottesville. Seine Zulassung erhielt er im Jahre 1841 und er begann in Culpeper zu arbeiten. Von 1852 bis 1881 war er Präsident der Orange and Alexandria Railroad.

## Politische Karriere
Sein erstes politisches Amt war die Wahl in das Abgeordnetenhaus von Virginia im Jahre 1847, wo er auch bis 1851 aktiv war. Als Mitglied der Demokratischen Partei wurde er in den 47. Kongress in das Repräsentantenhaus gewählt, wo er für zwei weitere Kongresse bleiben konnte. Er präsidierte im 48. und 49. Kongress den Ausschuss für den District of Colombia. Er lehnte im Jahre 1886 eine Wiederwahl ab und wurde drei Jahre später zum 4. März 1889 in den Senat gewählt. Bis zu seinem Tod am 14. Mai 1892 war er Senator für Virginia.
Barbour wurde auf dem Friedhof von Poplar Hill im Prince George’s County, Maryland beigesetzt. Er war Sklavenhalter.